# Pau de Miró i Sabater
Pau de Miró i Sabater (Reus, 23 de març de 1730 - Reus, 9 d'abril de 1823) va ser doctor en dret i ciutadà honrat català.
Era fill de Francesc de Miró i Roig, i net de Pau Miró i Simó, ennoblit per l'Arxiduc Carles el 1706. El seu pare, comerciant, va fer diners amb la venda de terrenys durant l'expansió urbana de Reus. Pau de Miró va exercir d'advocat a Reus. El 1758 es va casar amb Maria de Miró i de March, filla de Pau de Miró i Claveguera i germana de Pau de Miró i de March. Vidu de Maria de Miró, el 1779 es va casar amb Tecla Veciana i Dosset, vídua en primeres núpcies de Jaume Freixa i Giol i en segones núpcies de Francesc Sunyer i Marçal, mare de Francesc Freixa i Veciana i de Francesc Narcís Sunyer i Veciana, germana de Felip Veciana i Dosset, tercer comandant general de les esquadres de Catalunya. L'any 1800 Pau de Miró era síndic procurador de Reus. El 1809, durant la Guerra del francès, ocupava el càrrec de tresorer de la fàbrica de moneda establerta a Tarragona per la Junta Suprema Central. Des de l'agost de 1812 fins a la fi de la guerra va ser corregidor de Tarragona nomenat per les autoritats espanyoles. Quan el general Suchet va organitzar l'ofensiva sobre el Camp de Tarragona es va refugiar a Mallorca, i es va endur la maquinària i els estris de la fàbrica de moneda tarragonina. Aquesta fugida va portar com a conseqüència la confiscació dels seus béns per part de les autoritats franceses, però va aconseguir recuperar-los el juny de 1812. El mes de juliol de 1823 va signar les vendes d'uns terrenys. Va morir el 1823. Un fill seu, Pau de Miró i de Miró, va ser regidor a l'ajuntament de Reus i un polític d'ideologia conservadora.